# Senare Han
Senare Handynastin kan även syfta på Östra Handynastin (25–220)
Senare Han (kinesiska: 后晋, Hòu Jìn) var en av de mest kortlivade kinesiska dynastierna och varade från år 947 till 950 under tiden för De fem dynastierna och De tio rikena. Dynastin grundades av Liu Zhiyuan (895-948). Senare Hans huvudstad var Bian (汴京) (dagens Kaifeng) och dess territorium var samma som dess föregångare Senare Jin.